# František Reich
František Reich (* 31. Oktober 1929 in Žilina; † 27. Mai 2021 in Bratislava, Slowakei) war ein tschechoslowakischer Ruderer.

## Karriere
František Reich nahm an den Olympischen Spielen 1952 in Helsinki und 1956 in Melbourne teil. 1952 startete er in der Einer-Regatta, wo er im Halbfinale ausschied. Vier Jahre später ging er zusammen mit Albert Krajmer in der Doppelzweier-Regatta an den Start, das Duo scheitere jedoch im Hoffnungslauf.
Besser lief es für das Duo ein Jahr zuvor bei den Europameisterschaften 1955, wo die beiden Tschechoslowaken Silber gewannen. Ein Jahr später holten Krajmer und Reich die Bronzemedaille.
Nach seiner aktiven Karriere war er Vorsitzender des Slovenský veslársky klub und wurde 1989 zum Vorsitzenden des Slowakischen Ruderverbandes gewählt.